# Landstingsvalen i Sverige 1919
Landstingsvalen i Sverige 1919 genomfördes i mars 1919. Vid detta val valdes landstingsfullmäktige för mandatperioden 1919–1922 i samtliga län. Valet påverkade också hela första kammarens sammansättning i samband med det icke ordinarie förstakammarvalet senare samma år.
Detta val var det första landstingsvalet med allmän rösträtt för både män och kvinnor. Det gamla systemet med röstetal baserat på inkomst var avskaffat vid detta val. Åldersgräns för valbarhet och rösträtt var vid valet 27 år.

## Valresultat
| Parti                | Parti                                    | Röster             | Röster | Röster | Mandatfördelning | Mandatfördelning |
| Parti                | Parti                                    | Antal              | %      | +− %   | Antal            | +−               |
| -------------------- | ---------------------------------------- | ------------------ | ------ | ------ | ---------------- | ---------------- |
|                      | Socialdemokraterna                       | 420 485            | 27,7   | +5,0   | 321              | +77              |
|                      | Liberala samlingspartiet                 | 414 117            | 27,3   | +5,3   | 291              | -4               |
|                      | Allmänna valmansförbundet                | 357 622            | 23,5   | -17,8  | 266              | -350             |
|                      | Bondeförbundet                           | 123 549            | 8,1    | +4,3   | 94               | +66              |
|                      | Jordbrukarnas Riksförbund                | 112 096            | 7,4    | +3,6   | 80               | +50              |
|                      | Sveriges socialdemokratiska vänsterparti | 91 064             | 6,0    | -0,4   | 51               | +24              |
|                      | Övriga partier                           | 361                | 0,0    | —      | 0                | —                |
| Antal giltiga röster | Antal giltiga röster                     | 1 519 294          | 100,0  |        | 1 103            | -137             |
| Ogiltiga röster      | Ogiltiga röster                          | 14 400             |        |        |                  |                  |
| Totalt               | Totalt                                   | 1 533 694 (65,2 %) |        |        |                  |                  |

## Valresultat per landsting
| Landsting           | H    | H   | J         | J         | B         | B         | L    | L   | S    | S   | V         | V         | Övriga    | Övriga    | Totalt |
| Landsting           | %    | M   | %         | M         | %         | M         | %    | M   | %    | M   | %         | M         | %         | M         | M      |
| ------------------- | ---- | --- | --------- | --------- | --------- | --------- | ---- | --- | ---- | --- | --------- | --------- | --------- | --------- | ------ |
| Stockholm           | 28,7 | 15  | 3,0       | 1         | 5,8       | 3         | 17,3 | 9   | 43,5 | 24  | 1,7       | 0         | 0,0       | 0         | 52     |
| Uppsala             | 22,1 | 8   | 2,0       | 0         | 12,5      | 5         | 25,5 | 6   | 31,8 | 11  | 6,1       | 1         | 0,0       | 0         | 31     |
| Södermanland        | 19,1 | 7   | 2,5       | 1         | deltog ej | deltog ej | 34,2 | 16  | 44,2 | 20  | deltog ej | deltog ej | 0,0       | 0         | 44     |
| Östergötland        | 16,4 | 11  | 24,3      | 12        | deltog ej | deltog ej | 20,6 | 10  | 36,3 | 21  | 2,4       | 0         | 0,0       | 0         | 54     |
| Jönköping           | 37,6 | 20  | 5,8       | 3         | 11,5      | 7         | 23,2 | 9   | 17,2 | 8   | 4,7       | 2         | 0,0       | 0         | 49     |
| Kronberg            | 37,1 | 14  | 8,3       | 3         | 10,7      | 4         | 21,6 | 7   | 20,1 | 6   | 2,2       | 0         | 0,0       | 0         | 34     |
| Kalmar läns norra   | 40,4 | 9   | deltog ej | deltog ej | 14,8      | 4         | 23,7 | 5   | 10,4 | 2   | 10,7      | 1         | 0,0       | 0         | 21     |
| Kalmar läns södra   | 28,9 | 10  | 23,3      | 7         | 5,8       | 1         | 19,7 | 5   | 19,0 | 7   | 3,3       | 0         | 0,0       | 0         | 30     |
| Gotland             | 21,3 | 5   | 51,0      | 12        | deltog ej | deltog ej | 16,8 | 2   | 10,9 | 1   | deltog ej | deltog ej | 0,0       | 0         | 20     |
| Blekinge            | 25,9 | 8   | 11,9      | 5         | 3,9       | 1         | 24,9 | 7   | 33,4 | 12  | deltog ej | deltog ej | 0,0       | 0         | 33     |
| Kristianstad        | 22,7 | 10  | 7,2       | 3         | 0,2       | 0         | 38,2 | 19  | 30,7 | 18  | 1,0       | 0         | 0,0       | 0         | 50     |
| Malmöhus            | 21,3 | 19  | 14,1      | 10        | deltog ej | deltog ej | 19,5 | 10  | 45,1 | 35  | deltog ej | deltog ej | 0,0       | 0         | 74     |
| Halland             | 26,1 | 9   | 21,8      | 8         | 11,4      | 4         | 18,3 | 5   | 21,8 | 6   | 0,6       | 0         | 0,0       | 0         | 32     |
| Göteborgs och Bohus | 30,2 | 17  | 16,4      | 7         | 1,0       | 0         | 26,3 | 12  | 25,8 | 13  | 0,3       | 0         | 0,0       | 0         | 49     |
| Älvsborg            | 32,8 | 22  | deltog ej | deltog ej | 20,6      | 12        | 23,7 | 15  | 22,3 | 14  | 0,6       | 0         | 0,0       | 0         | 63     |
| Skaraborg           | 25,2 | 17  | 1,8       | 0         | 22,5      | 13        | 29,0 | 16  | 17,0 | 9   | 4,5       | 1         | 0,0       | 0         | 56     |
| Värmland            | 19,0 | 10  | 2,3       | 1         | 0,5       | 0         | 38,5 | 23  | 31,0 | 22  | 8,7       | 3         | 0,0       | 0         | 59     |
| Örebro              | 18,0 | 9   | 0,5       | 0         | 8,2       | 4         | 34,0 | 15  | 36,4 | 17  | 2,9       | 1         | 0,0       | 0         | 46     |
| Västmanland         | 11,1 | 2   | deltog ej | deltog ej | 17,1      | 8         | 25,1 | 7   | 38,7 | 16  | 8,0       | 2         | deltog ej | deltog ej | 35     |
| Kopparberg          | 8,4  | 1   | deltog ej | deltog ej | 15,0      | 11        | 28,3 | 17  | 29,6 | 17  | 18,7      | 9         | 0,0       | 0         | 55     |
| Gävleborg           | 9,5  | 3   | deltog ej | deltog ej | 17,6      | 10        | 22,1 | 10  | 39,3 | 24  | 11,5      | 3         | 0,0       | 0         | 50     |
| Västernorrland      | 18,5 | 11  | 1,1       | 1         | 12,3      | 6         | 29,8 | 18  | 16,3 | 11  | 22,0      | 12        | 0,0       | 0         | 59     |
| Jämtland            | 22,6 | 7   | 9,1       | 2         | deltog ej | deltog ej | 41,9 | 13  | 15,1 | 5   | 11,3      | 2         | 0,0       | 0         | 29     |
| Västerbotten        | 30,1 | 10  | 8,2       | 3         | deltog ej | deltog ej | 51,2 | 24  | 7,0  | 1   | 3,4       | 0         | 0,1       | 0         | 38     |
| Norrbotten          | 28,2 | 12  | 2,1       | 1         | 1,7       | 1         | 27,2 | 11  | 7,6  | 1   | 32,8      | 14        | 0,4       | 0         | 40     |
| Hela riket          | 23,5 | 266 | 7,4       | 80        | 8,1       | 94        | 27,3 | 291 | 27,7 | 321 | 6,0       | 51        | 0,0       | 0         | 1,103  |